# Juillet 1824

## Événements

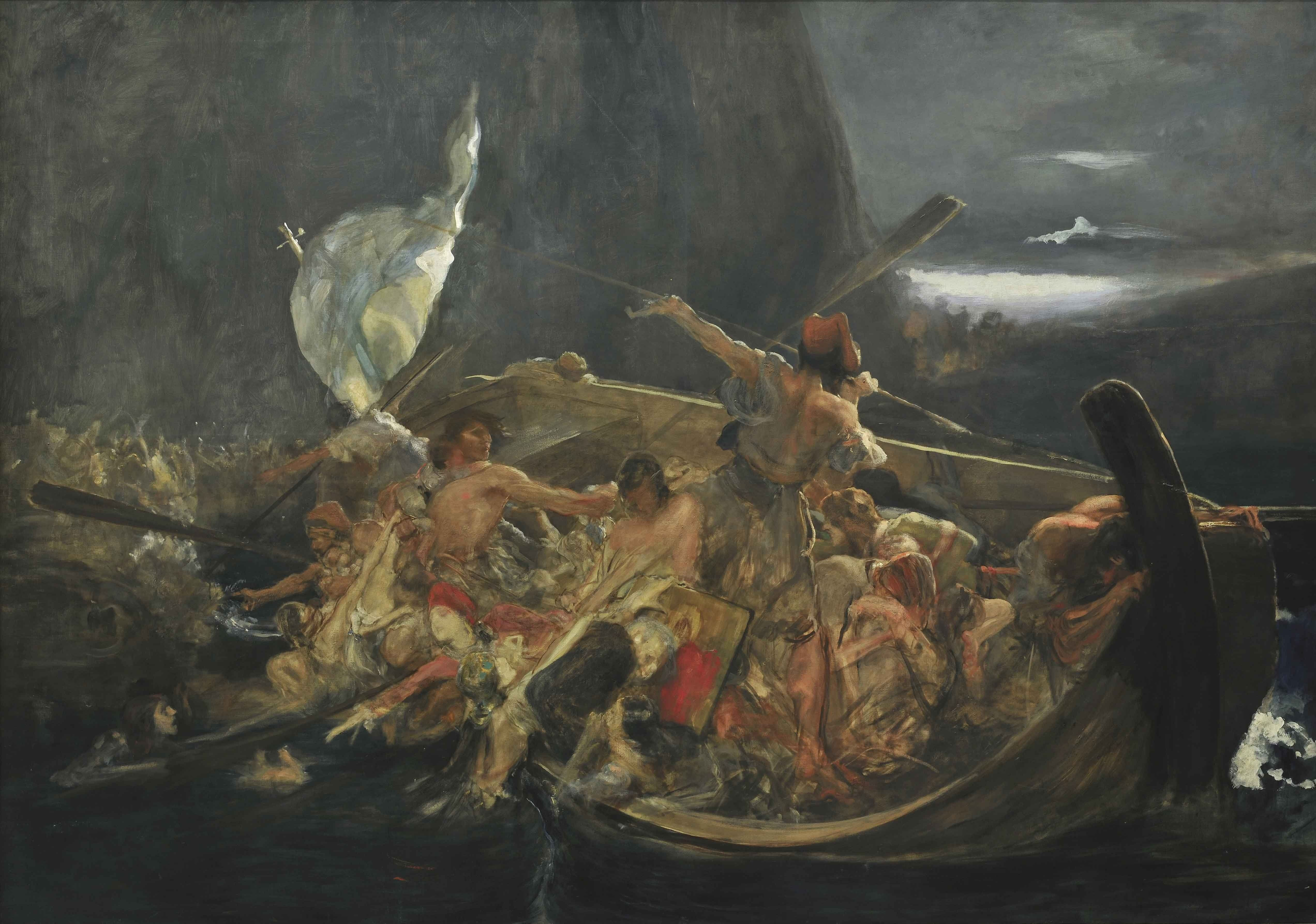
3 juillet : massacre de Psara. Après la prise de Psara, toile de Nikolaos Gysis

- 2 juillet : révolte à Recife où l’on refuse le gouverneur choisit par dom Pedro. Les États du Pernambouc, de la Paraiba et du Rio Grande do Norte forment la confédération de l'Équateur. La ville est encerclée par les forces navales et terrestres qui écrasent la rébellion.

- 3 juillet : massacre perpétré par les Ottomans contre la population grecque de l’île de Psara.

- 21 juillet : Nangklao monte sur le trône du Siam sous le nom de Rama III. Il poursuit le redressement du Siam après les défaites infligées au XVIIIe siècle par les Birmans. Il met à profit l’affaiblissement de la Birmanie à l’issue de la guerre britannico-birmane pour mener une politique extérieure agressive à l’égard du Cambodge, du Laos et des royaumes Malais.

## Naissances
- 12 juillet : Eugène Boudin, peintre français († 8 août 1898).
- 26 juillet : Alfred Richard Cecil Selwyn (mort en 1902), géologue britannique.

## Décès
- 20 juillet : Maine de Biran, philosophe français (° 1766).